# Walram von Arnsberg
Walram von Arnsberg (* um 1292; † 1322 oder 1323) war Propst des Stifts Meschede.
Walram von Arnsberg war Sohn des Grafen Ludwig von Arnsberg und der Pironetta von Jülich. Er war Bruder seines Vorgängers in Meschede Johannes von Arnsberg. Bevor er Propst wurde, war er Kanoniker in Aachen. 
Ihm wurde von Erzbischof Heinrich II. von Virneburg im Jahr 1319 für zehn Jahre das Recht zugebilligt, die Pfründen der Kanoniker zu verleihen. Nach den Statuten des Stifts war dafür eigentlich das Kapitel zuständig. Zu seiner Zeit war vor allem Heidenricus von Soest damit beschäftigt, die entfremdeten Güter des Stifts zurückzugewinnen. Walram gestattete 1322 der Witwe des Ritters Rutger von Melrich beim Gut Waltringhausen, für sich und andere Ordensfrauen eine Kapelle oder Kloster zu bauen. Walram starb 1322 oder 1323. Kurz zuvor war er auf päpstliche Provision auch Domherr in Münster geworden.